# Franjo Berislavić
Franjo Berislavić Grabarski (? - 1517.) je bio hrvatski plemić iz obitelji Berislavića, ogranka Berislavića Grabarskih. Bio je vojna osoba i diplomat. Obnašao je dužnost jajačkog bana u dva mandata, 1494. te 1499. – 1503. godine.
Sin je Ivana Berislava.
Kao i drugi Berislavići, imao je neposredni motiv braniti istočne krajeve Hrvatske od Turaka, jer su mu posjedi bili blizu granice. Stoga je ubrzo postao banom u Jajcu.
Franjo Berislavić i njegov bratić Ivan bili su na strani Ivaniša Korvina u sukobima koji su izbili nakon što je umro Matijaš Korvin.
Banom je Jajačke banovine prvi put postao 1494. godine. Uskoro se oženio udovicom srpskog despota Vuka Brankovića Barbarom Frankapan, čime je došao u svojtu s moćnim hrvatskim velikašima Frankapanima, ali i sa srpskim despotima te je došao do velikih imanja: Bijele Stijene, Totuševine, Komogovine s Gradušom... Iz nekih su razloga on i supruga pali u nemilost kod kralja, čemu je mnogo pridonijelo njegovo imovinsko jačanje zbog čega su se vjerojatno neki moćnici osjetili ugroženim. Lipnja 1495. njegovo zajedničko banovanje s Baltazarom Baćanom prekinuto je, a početkom 1496. kralj Vladislav II. je posjede koji su bili baština pok. supruga Barbare Frankopan predao Tomi Bakaču, a razlog su bili "zbog pregovora i trgovine s Osmanlijama".
1498. se godine uspio oprati od optužaba, u čemu su zasluge ugled supruzine obitelji, zasluge njegove obitelji i tako dalje. U to je vrijeme vrlo važnom osobom za Hrvatsko Kraljevstvo jer ga povijesni izvori spominju kao velikaša koji je bio obvezan davati postrojbe za obranu države. Uslijedilo je razdoblje kratkog ratnog predaha (kroz koje je opet postao banom), jer je smjer osmanskog udara tih godina bio usmjeren na hrvatske krajeve pod mletačkom vlašću. Franjo je bio svjestan da će to kratko potrajati, što svjedoči njegovo pismo splitskom knezu 1499. u kojem ga je obavijestio o turskim pripremama, molio za pomoć ali i također nudi pomoć ako ih Turci napadnu Mlečane. Neobično je što za onodobne okolnosti Franjo je tvrdio da je Jajce dobro opskrbljeno ljudstvom i logistički.
1500-ih se je diplomatski angažirao za kralja. Radio je na stvaranju vojnog saveza Mletačke Republike, pape i kralja Vladislava II. Jagelovića. Nastojao je nagovoriti Mletke, s kojima je inače održavao sveze, neka ne sklope primirje s Turcima. U tome se uspjelo. Nabavljeno je i streljivo od Mletaka. Vojni je savez sproveden u djelo pri deblokadi Jajca 1501. godine.
1501. je ponovno postao jajačkim banom. 1501. Baltazar Baćan (Baltazar Batthyány) postavljen je za bana, no izbjegavao je preuzeti dužnost i ući u grad, a s druge strane, od 1502. je ban Franjo Berislavić tražio od kralja razriješiti ga banske dužnosti u Jajcu; pretpostavlja se da je zbog novčarskih raloga, jer plaća koja je trebala osigurati opskrbu dobrima nuždnim za obranu Jajačke banovine nije stigla.  Naposljetku Franjo nije bio aktivnim sudionikom obrane niti je slao postrojbe na položaje.
Zbog toga što su oboje izbjegavali primiti se obrane, Turci su iskoristili nezaštićenu granicu te 1502. teško opustošilo vrbaški kraj. Zbog toga intervenirao je i sam kralj koji je opomenuo, no ni to nije pomoglo, jer je Franjo bio na neželjenoj dužnosti i iduće godine. Franjino je banovanje, koje i je njemu bilo na trošak (pomagao ga je i Ivaniš Korvin, oduživši im se za potporu koju su mu dali nakon u sukobima nakon Matijaševe smrti), obilježeno i infrastrukturnim poboljšanjima. Dao je izgraditi cestovnu prometnicu dao izgraditi cestu koja je povezala Brod i Jajce. O tome govori glagoljski natpis na ploči na toj cesti "Va vrime uzmožnog kneza Ferenca Berisalića".
Mlečani su ipak sklopili s Turcima primirje koncem 1502. godine.  Na sreću po Hrvatsku, turski je pritisak popustio 1503. godine. 13. srpnja 1503. kralj je naložio neka Stjepan od Gorbonoka i Klement Szemere preuzmu dužnost bana od Franje Berislavića. Budući da se je raspao protuturski savez kršćanskih država, 20. kolovoza 1503. kralj je Vladislav također potpisao primirje s Turcima. 
1504. gospodar je utvrde Lobora koju je preuzeo od Ivaniša Korvina.
Od 1511. do 1513. godine bio je zamjenikom bana Jajačke banovine dok je banom bio njegov bratić Ivan Berislavić.
Imao je i suprugu Margaretu rođena Székely, koja ga je nadživjela, no njegovi sinovi ga nisu nadživjeli.